# Boulay-Moselle
Boulay-Moselle es una comuna francesa del departamento de Mosela, en la región del Gran Este. Es la cabecera (bureau centralisateur) del cantón de su nombre.

## Demografía
| 3 024 | 3 359 | 3 830 | 4 336 | 4 422 | 4 374 | 4 711 | 5 377 | 5 621 |
| Para los censos de 1962 a 1999 la población legal corresponde a la población sin duplicidades (Fuente: INSEE [Consultar]) |       |       |       |       |       |       |       |       |